# آلخاندرو دومینگس (بازیکن فوتبال آرژانتینی)
آلخاندرو دومینگس (اسپانیایی: Alejandro Domínguez‎؛ زادهٔ ۱۰ ژوئن ۱۹۸۱) یک بازیکن فوتبال اهل آرژانتین است که اکنون در پست هافبک برای تیم المپیاکوس بازی می‌کند.
از باشگاه‌هایی که در آن بازی کرده‌است می‌توان به زنیت سن پترزبورگ، روبین کازان، والنسیا، ریور پلاته و رایو وایکانو اشاره کرد.
وی همچنین در تیم ملی فوتبال آرژانتین بازی کرده‌است.